# Coleophora lasloella
Coleophora lasloella is een vlinder uit de familie kokermotten (Coleophoridae). De wetenschappelijke naam van deze soort is voor het eerst geldig gepubliceerd in 1982 door Baldizzone.
De soort komt voor in tropisch Afrika.